# Championnats d'Asie de judo 1997
 (octobre 2023).
Si vous disposez d'ouvrages ou d'articles de référence ou si vous connaissez des sites web de qualité traitant du thème abordé ici, merci de compléter l'article en donnant les références utiles à sa vérifiabilité et en les liant à la section « Notes et références ».
Navigation
Édition précédente Édition suivante
Les championnats d'Asie de judo 1997, douzième édition des championnats d'Asie de judo, ont eu lieu les 22 et 23 novembre 1997 à Manille, aux Philippines (comme ceux de 1966).